# Jezírko (Triangl)
Jezírko a mokřad Triangl se nachází v Hostivaři (městská část Praha 15, obvod Praha 10) a západním okrajem též ve Strašnicích (městská část a obvod Praha 10). Leží v trojúhelníku, který je vytyčen třemi železničními tratěmi (Praha – České Budějovice, Praha-Vršovice – Praha-Malešice, spojka obou tratí), jižně od cesty, která trianglem prochází od Dolínecké ulice nevyznačeným přechodem přes železniční trať Malešice–Vršovice na východ podél Slatinského potoka a podchodem pod železniční spojkou Hostivař–Malešice ke kynologickému klubu. Mokřad s jezírkem o celkové rozloze 0,15 ha byl vyhlášen významným krajinným prvkem.

## Vodní režim

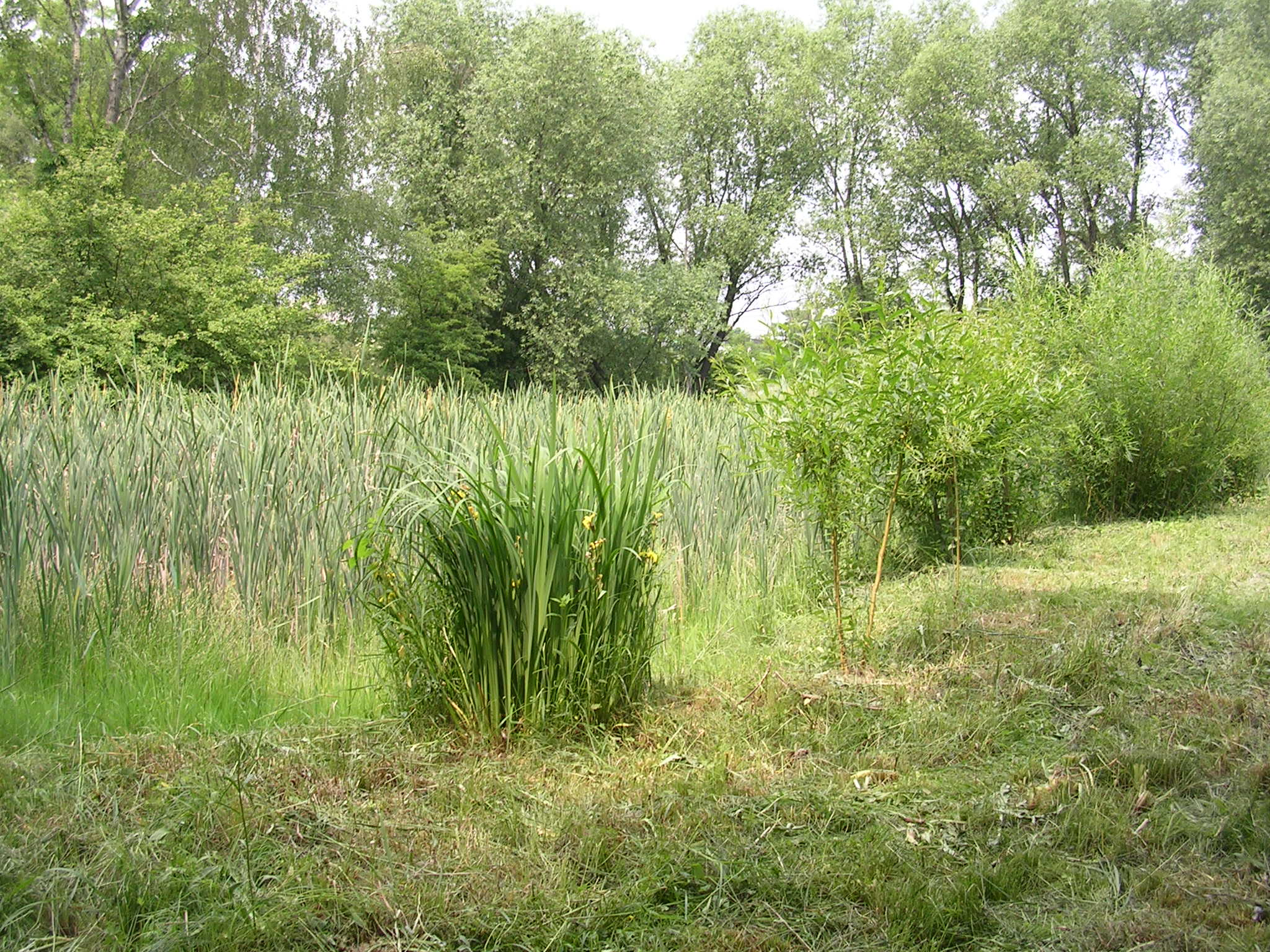

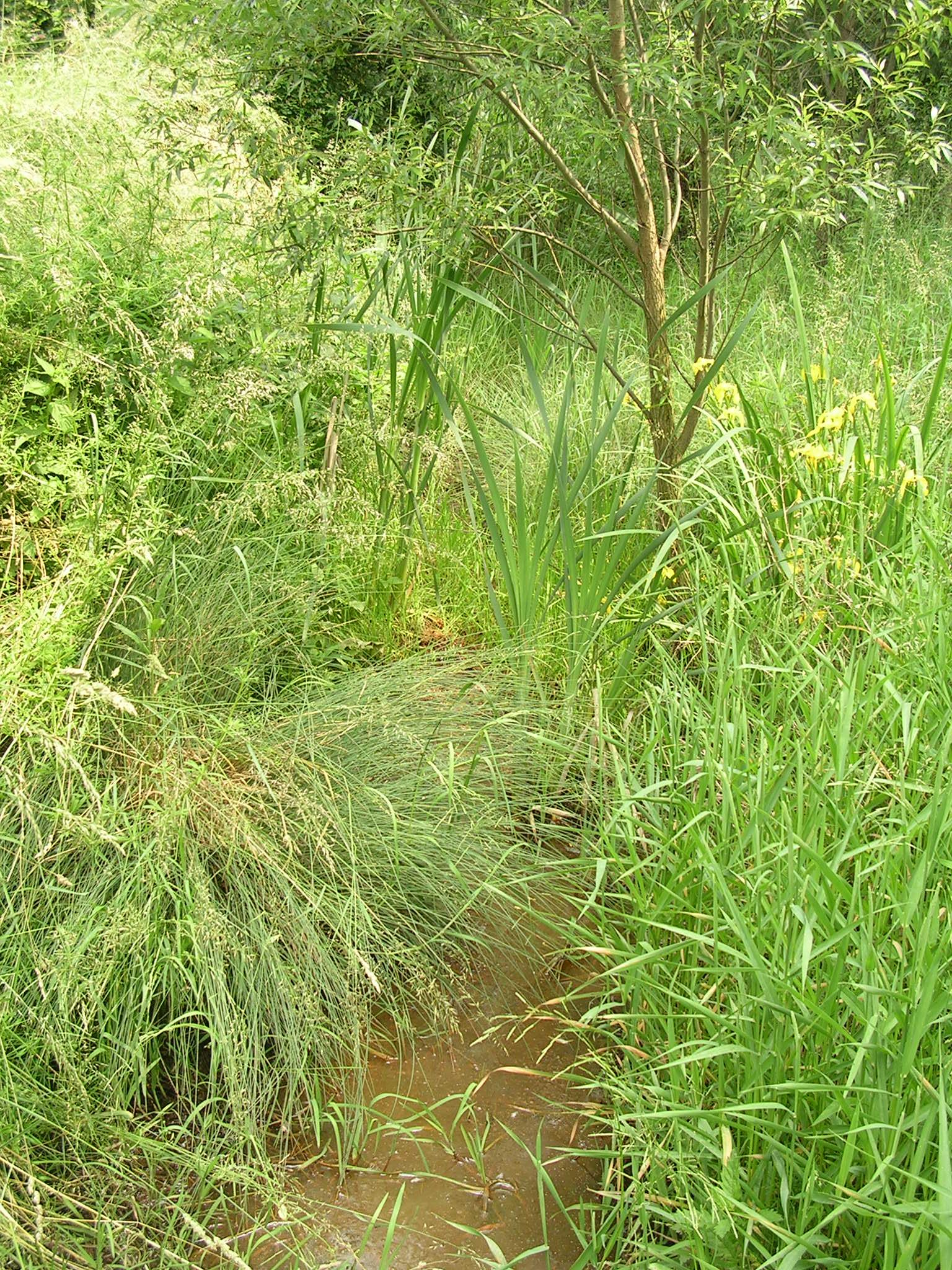
Slatinský potok vedle Jezírka

Kolem jezírka protéká Slatinský potok, který je pravostranným přítokem Botiče. Ten byl však nad Rabakovskou spojkou sveden do kanalizace. Od té doby jsou zdrojem vody převážně srážky a průsak z okolních pozemků.

## Ochrana přírody
V jezírku žije kuňka ohnivá a další druhy obojživelníků. Z ptáků zde hnízdí slavík obecný, rákosník zpěvný, pěnice, mlynařík dlouhoocasý a další. O lokalitu od roku 1991 pečují členové ČSOP a od roku 2001 bylo jezírko s okolím pod jménem Triangl prohlášeno významným krajinným prvkem. V roce 2003 ČSOP pozemek v rámci kampaně Místo pro přírodu odkoupila.